# فرودگاه نیوتاون‌اردز
فرودگاه نیوتاون‌اردز (به انگلیسی: Newtownards Airport) یک فرودگاه همگانی است که یک باند فرود آسفالت دارد و طول باند آن ۷۹۹ متر است. این فرودگاه در کشور ایرلند قرار دارد و در ارتفاع ۳ متری از سطح دریا واقع شده است.